# Tasmanoniscus evansi
Tasmanoniscus evansi är en kräftdjursart som beskrevs av Albert Vandel 1973A. Tasmanoniscus evansi ingår i släktet Tasmanoniscus och familjen Oniscidae. Inga underarter finns listade i Catalogue of Life.